# Goniodoma auroguttella
Goniodoma auroguttella är en fjärilsart som beskrevs av Philipp Christoph Zeller 1849. Goniodoma auroguttella ingår i släktet Goniodoma och familjen säckmalar. Inga underarter finns listade i Catalogue of Life.